# Charles Buller
Pour les articles homonymes, voir Buller.
Charles Buller (6 août 1806 - 29 novembre 1848) est un avocat, homme politique et réformateur britannique.

## Jeunesse
Né à Calcutta, dans l'Inde britannique, il est le fils de Charles Buller (1774-1848), membre d'une famille bien connue des Cornouailles, et Barbara Isabella Kirkpatrick, fille du général William Kirkpatrick (général) (en), considérée comme une femme au talent exceptionnel. Son plus jeune frère est Sir Arthur William Buller ,. Il fait ses études à Harrow, puis à Édimbourg en privé, puis au Trinity College de Cambridge, où il obtient son baccalauréat en 1828. Il est admis au Lincoln's Inn en 1824 et devient avocat en 1831.

## Carrière politique
Avant cette date, cependant, Buller succède à son père en tant que député de West Looe . Après l’adoption du projet de loi de réforme de 1832 et la suppression de sa circonscription qui s’ensuit, il est réélu au Parlement pour Liskeard, siège qu’il occupe jusqu’à sa mort .
Réformateur enthousiaste et ami de John Stuart Mill, il vote pour le Reform Act 1832, préconise d’autres mesures progressistes et préside le comité sur l’état des archives et celui chargé d’enquêter sur l’état de la loi électorale en Irlande en 1836. Au lendemain des rébellions de 1837, il se rend au Canada en 1838 avec Lord Durham en tant que secrétaire particulier et siège à la deuxième session du Conseil spécial du Bas-Canada. Pendant longtemps, on croyait que Buller avait écrit le fameux Rapport sur les affaires de l'Amérique du Nord britannique. Cependant, plusieurs autorités, notamment le biographe de Durham, Stuart J. Reid, nient cette affirmation. Buller qualifie cette déclaration d'affirmation sans fondement dans un article qu'il a écrit pour la Edinburgh Review. Néanmoins, il est tout à fait possible que le rapport ait été en grande partie rédigé par Buller, et il porte presque certainement des traces de son influence. Il a également écrit un croquis de la mission de Lord Durham au Canada, qui n'a jamais été imprimé. Il est retourné avec Durham en Angleterre la même année. Buller et Sir William Molesworth étaient associés à Edward Gibbon Wakefield et à ses projets de colonisation de l’Australie du Sud, du Canada et de la Compagnie de Nouvelle-Zélande.
Buller est brièvement secrétaire du conseil de contrôle de Lord Melbourne en 1841. Après avoir exercé la profession d'avocat, il est nommé juge-avocat général par Lord John Russell en 1846 et devient le premier président du Poor Law Board l'année suivante.

## Vie privée
Buller meurt à Londres en novembre 1848, à l'âge de 42 ans. Il ne s'est jamais marié. Considéré comme un homme très talentueux, spirituel, populaire et généreux, il est décrit par Carlyle comme "le radical le plus génial que j'ai jamais rencontré". Parmi ses amis intimes figurent George Grote, William Makepeace Thackeray, Richard Monckton Milnes et Lady Ashburton. Un buste de Buller se trouve dans l'Abbaye de Westminster et un autre est dévoilé à Liskeard en 1905 .